# Cyphogastra javanica
Cyphogastra javanica és una espècie de coleòpter polífag de la família dels buprèstids. Oscil·la entre els 30 i els 40 mm de llargada. El color principal de l'èlitre és un blau fosc metàl·lic, mentre que el tòrax i el cap són de color vermell metàl·lic. L'espècie ha estat descrita a Indonesia.